# Melbourne House
Melbourne House war ein australischer Publisher von Computerspielen, der von 1977 bis 1987 existierte.
Der Markenname war danach unter wechselnden Eigentümern noch bis 2006 in Gebrauch.

## Geschichte
Melbourne House wurde 1977 von Alfred Milgrom und Naomi Besen als Buchverlag gegründet; der Firmenname ist von ihrer Heimatstadt Melbourne abgeleitet. Milgrom hatte einen Informatik-Hintergrund, Besen kam aus dem Marketing. Zu Beginn der Verlagstätigkeit hatte die Firma fünf Angestellte und neben dem Firmensitz in Melbourne eine Zweigstelle im Londoner Vorort Richmond. Ursprüngliches Geschäftsfeld waren Sachbücher zu damals gängigen Heimcomputern mit leichtem Fokus auf Büchern über Computer der britischen Firma Sinclair Research. Die Firma verlegte anfangs aber auch Belletristik wie The Healers von Gerald Green oder The Treasure Hunter von Robin Moore. Nachdem ein Buch über den noch neuen ZX80 ein durchschlagender finanzieller Erfolg wurde, konzentrierte sich der Verlag auf Bücher zu Computern.
Im Februar 1981 gründeten Milgrom und Besen eine Tochterfirma von Melbourne House, Beam Software, deren Geschäftszweck die Erstellung von Computerspielen war, die dann über die Mutterfirma vertrieben werden sollten. Personal und Firmensitz von Melbourne House und Beam Software waren identisch. Die Tochterfirma war Australiens erstes Entwicklungsstudio, und sie war erfolgreich: Zwei frühe Veröffentlichungen, Penetrator und The Hobbit, waren 1983 die erfolgreichsten Computerspiele für den ZX Spectrum. The Hobbit, 1982 erstmals veröffentlicht, beruhte auf dem gleichnamigen Roman von J. R. R. Tolkien. Das damals als technisch innovativ geltende Spiel gilt zumindest in der ZX-Spectrum-Version als Klassiker der Spielegeschichte und wurde für zahlreiche damals gängige Heimcomputer portiert. Für The Hobbit gewann Melbourne House 1983 den Golden Joystick Award des britischen Spielemagazins Computer and Video Games – in der Kategorie „Strategy Game of the Year“; die Kategorie „Best Adventure Game of the Year“ wurde erst 1984 eingeführt. Melbourne House war die erste Firma, die von Tolkien Estate eine Lizenz für ein Computerspiel bekam. Gemeinsam mit Autor Philip Mitchell monetarisierte Melbourne House den Erfolg des Spiels mit weiteren Lizenzprodukten wie Lord of the Rings: Game One oder The Shadows of Mordor. Erfolgreich war auch die Zusammenarbeit mit dem Autorenduo Trevor Lever und Peter Jones (Lever/Jones), die eigentlich als Stand-up-Comedians tätig waren. Durch den Kauf eines Programms zur Entwicklung und Erstellung von Textadventures (The Quill) kamen sie zur Computerspielentwicklung und produzierten drei durch eigenwilligen Humor geprägte Textadventures für Melbourne House. Um 1985 herum hatte Melbourne House unter den in Großbritannien tätigen Softwarehäusern eines der größten Budgets für Forschung und Entwicklung. Eine Zweigstelle im US-amerikanischen Nashville kam dazu, und für das Büro in London, dessen Aufgaben Marketing und Vertrieb waren, wurde im Mai 1985 Geoff Heath von Activision abgeworben. 1986 wurde die Firma von den Lesern des Aktuellen Software Markts zum "besten Softwarehaus" des Jahres 1985.
1986 geriet Melbourne House trotz einiger Erfolgstitel wie The Way of the Exploding Fist in finanzielle Schwierigkeiten. Geoff Heath setzte sich im Oktober 1986 zum britischen Publisher Mastertronic ab. Im Februar 1987 wurde Melbourne House aufgekauft – ausgerechnet durch Mastertronic, die bis dato primär im Billigsegment tätig waren und sich durch den Zukauf auch im Premiumsegment positionieren wollten. Kaufbestandteil waren die britische Niederlassung sowie die Namensrechte an der Marke Melbourne House; nicht betroffen war mithin die Tochtergesellschaft Beam Software, die als unabhängiges Entwicklerstudio weiterexistierte. Der ehemalige Firmensitz in Großbritannien wurde aufgelöst, die Angestellten in den Mastertronic-Firmensitz im Zentrum Londons versetzt. Der Markenname Melbourne House existierte als Label weiter und wurde von wechselnden Eigentümern bis 2006 verwendet, darunter zunächst von Virgin Games (die mit den finanziell angeschlagenen Mastertronic fusionierten). Von 1996 bis 1999 reservierte sich nach dem Auslaufen des Markenschutzes ironischerweise Beam Software die Markenrechte und nutzte sie für ein Entwicklungsstudio in Melbourne, was die Besitzverhältnisse der 1980er-Jahre umdrehte. 1999 verkaufte Beam Software Studio und Markenrechte an Infogrames, die das Studio in Infogrames Melbourne House umbenannten. Nach der Neufirmierung von Infogrames als Atari waren diese die Markeninhaber. 2006 veräußerte Atari das Melbourner Studio an die australische Firma Krome Studios, die es in Krome Studios Melbourne umbenannten, womit der Name Melbourne House endgültig unterging.
Mitgründerin Naomi Besen, die Alfred Milgrom zwischenzeitlich geheiratet hatte, wurde durch ein Erbe Chefin einer australischen Modekette und ist mittlerweile eine der reichsten Australierinnen.

## Veröffentlichte Spiele (Auswahl)
| Jahr | Titel                          | Genre            | Systeme                                                | Studio          |
| ---- | ------------------------------ | ---------------- | ------------------------------------------------------ | --------------- |
| 1981 | Penetrator                     | Shoot ’em up     | C64, MicroBee, TRS-80, ZX Spectrum                     | Beam Software   |
| 1982 | The Hobbit                     | Textadventure    | Diverse                                                | Beam Software   |
| 1983 | Horace Goes Skiing             | Geschicklichkeit | C64, Dragon 32/64, Timex Sinclair 2068, ZX Spectrum    | Psion           |
| 1984 | Hampstead                      | Textadventure    | Acorn Electron, BBC Micro, C64, ZX Spectrum            | Lever/Jones     |
| 1984 | Sherlock                       | Textadventure    | C64, ZX Spectrum                                       | Beam Software   |
| 1985 | Castle of Terror               | Textadventure    | C64                                                    | Beam Software   |
| 1985 | Fighting Warrior               | Beat ’em up      | C16, C64, Commodore Plus/4, Schneider CPC, ZX Spectrum | Studio B        |
| 1985 | Gyroscope                      | Geschicklichkeit | BBC Micro, C64, Schneider CPC, ZX Spectrum             | Catalyst Coders |
| 1985 | Terrormolinos                  | Textadventure    | BBC Micro, C64, Schneider CPC, ZX Spectrum             | Lever/Jones     |
| 1985 | The Way of the Exploding Fist  | Beat ’em up      | Diverse                                                | Beam Software   |
| 1986 | Asterix and the Magic Cauldron | Actionspiel      | C64, Schneider CPC, ZX Spectrum                        | Beam Software   |
| 1986 | Dodgy Geezers                  | Textadventure    | BBC Micro, C64, Schneider CPC, ZX Spectrum             | Lever/Jones     |
| 1986 | Judge Dredd                    | Actionspiel      | C64, ZX Spectrum                                       | Beam Software   |
| 1986 | Lord of the Rings: Game One    | Textadventure    | Diverse                                                | Beam Software   |
| 1987 | The Mystery of Arkham Manor    | Textadventure    | Schneider CPC, ZX Spectrum                             | Melbourne House |
| 1987 | The Shadows of Mordor          | Textadventure    | Apple II, C64, MS-DOS, Schneider CPC, ZX Spectrum      | Beam Software   |